# CD Hap Kuan
CD Hap Kuan (celým názvem: Clube Desportivo Hap Kuan) byl macajský fotbalový klub, který sídlil ve stejnojmenné portugalské kolonii. Jednalo se o čtyřnásobného vítěze macajské nejvyšší fotbalové soutěže. Na mezinárodní scéně klub účinkoval celkem třikrát, všechny účasti byly v Asijském mistrovství klubů (6 zápasů, 0 výher, 0 remíz, 6 proher, skóre 2:22).
Své domácí zápasy odehrával na stadionu Campo 28 de Maio s kapacitou 2 200 diváků.

## Získané trofeje
Zdroj:
- Liga de Elite ( 4× )
  - 1985/86, 1986/87, 1988/89, 1989/90

## Umístění v jednotlivých sezonách
Stručný přehled
Zdroj:
- 1985–1990: Campeonato da 1ª Divisão

Jednotlivé ročníky
Zdroj:
Legenda: Z - zápasy, V - výhry, R - remízy, P - porážky, VG - vstřelené góly, OG - obdržené góly, +/- - rozdíl skóre, B - body, červené podbarvení - sestup, zelené podbarvení - postup, fialové podbarvení - reorganizace, změna skupiny či soutěže
| Portugalský Macao (1985 – 1990) |                          |        |     |     |     |     |     |     |     |     |        |
| Sezóny                          | Liga                     | Úroveň | Z   | V   | R   | P   | VG  | OG  | +/- | B   | Pozice |
| 1985/86                         | Campeonato da 1ª Divisão | 1      | ... | ... | ... | ... | ... | ... | ... | ... | 1.     |
| 1986/87                         | Campeonato da 1ª Divisão | 1      | ... | ... | ... | ... | ... | ... | ... | ... | 1.     |
| 1987/88                         | Campeonato da 1ª Divisão | 1      | ... | ... | ... | ... | ... | ... | ... | ... |        |
| 1988/89                         | Campeonato da 1ª Divisão | 1      | ... | ... | ... | ... | ... | ... | ... | ... | 1.     |
| 1989/90                         | Campeonato da 1ª Divisão | 1      | ... | ... | ... | ... | ... | ... | ... | ... | 1.     |

## Účast v asijských pohárech
Zdroj:
| Ročník  | Soutěž                    | Kolo             | Klub            | Doma | Venku | Celkem   |
| ------- | ------------------------- | ---------------- | --------------- | ---- | ----- | -------- |
| 1986    | Asijské mistrovství klubů | 1. kolo (sk. 8)  | South China AA  | 0:1  | 0:1   | 2. místo |
| 1987    | Asijské mistrovství klubů | Předkolo (sk. 5) | Pa-i            | 0:3  | 0:3   | 3. místo |
| 1987    | Asijské mistrovství klubů | Předkolo (sk. 5) | Klub 25. dubna  | 1:2  | 1:2   | 3. místo |
| 1989/90 | Asijské mistrovství klubů | Předkolo (sk. 6) | Chandongja SC   | 0:2  | 0:2   | 4. místo |
| 1989/90 | Asijské mistrovství klubů | Předkolo (sk. 6) | Nissan Yokohama | 0:9  | 0:9   | 4. místo |
| 1989/90 | Asijské mistrovství klubů | Předkolo (sk. 6) | Liao-ning       | 1:5  | 1:5   | 4. místo |